# Chiesa dei Santi Innocenti (Isera)
La chiesa dei Santi Innocenti è la parrocchiale di Patone, frazione di Isera in Trentino. Fa parte della zona pastorale della Vallagarina dell'arcidiocesi di Trento e risale al XV secolo.

## Storia

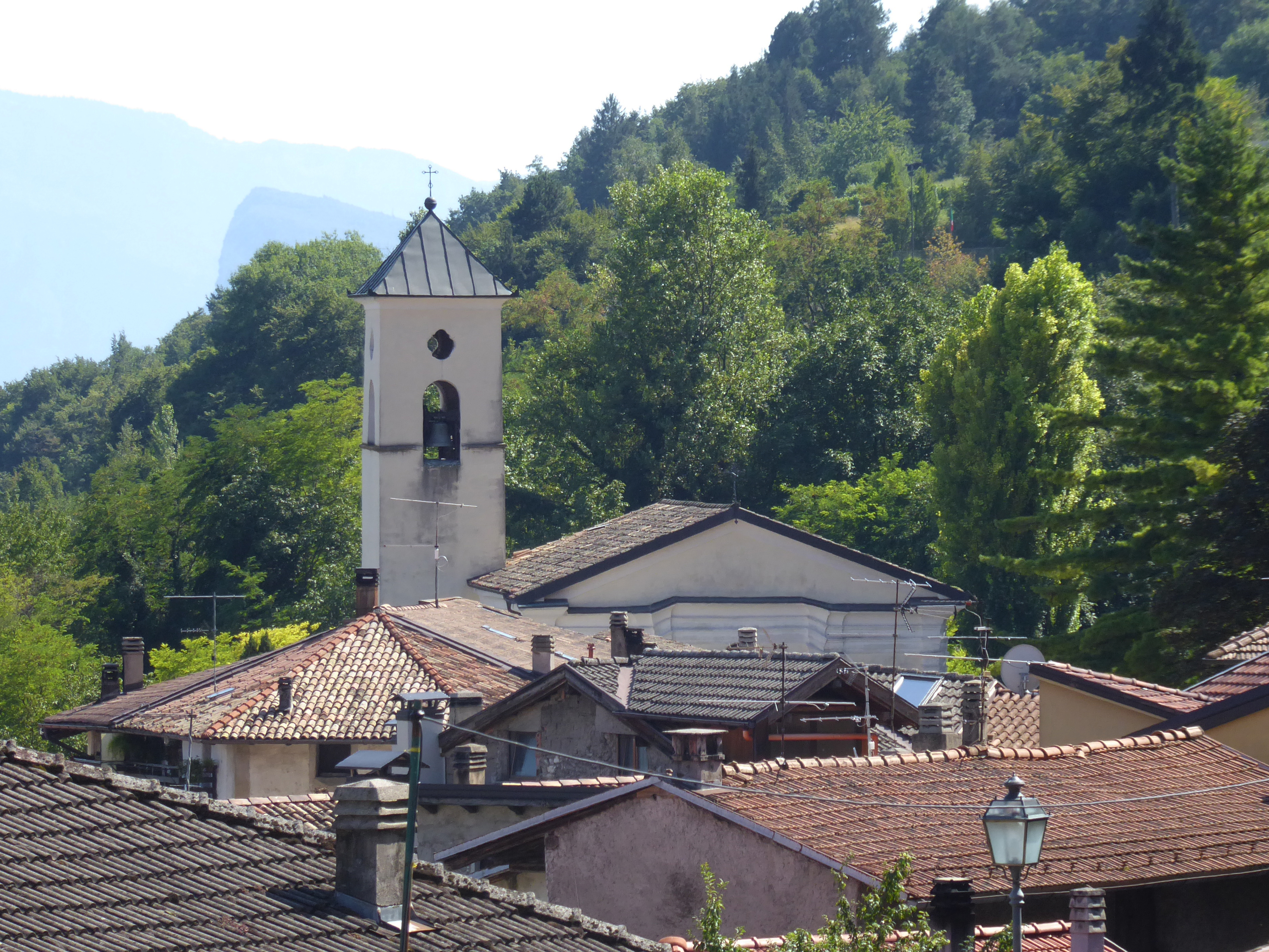
campanile della chiesa dei Santi Innocenti che emerge nell'abitato di Patone

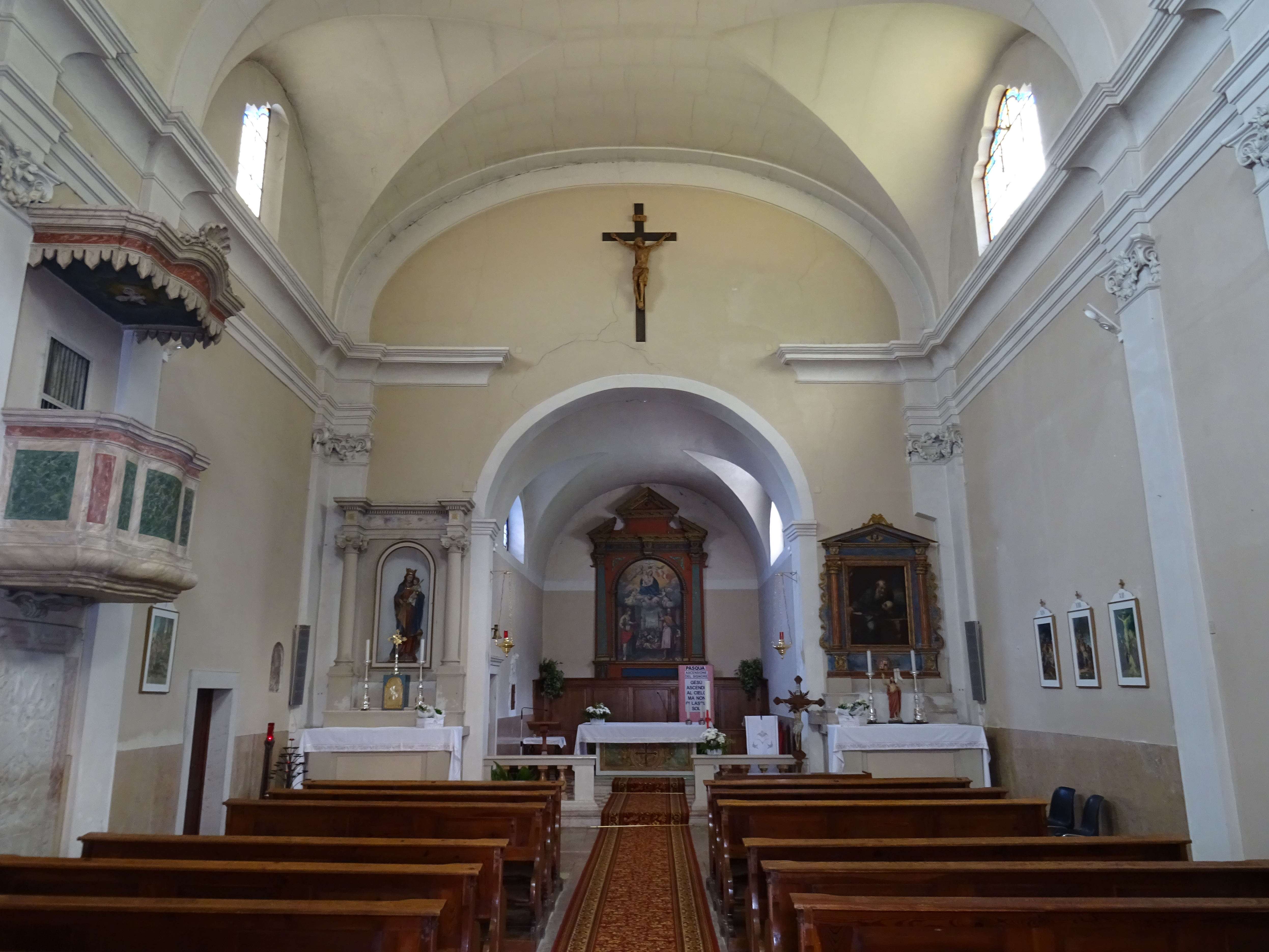
Interno

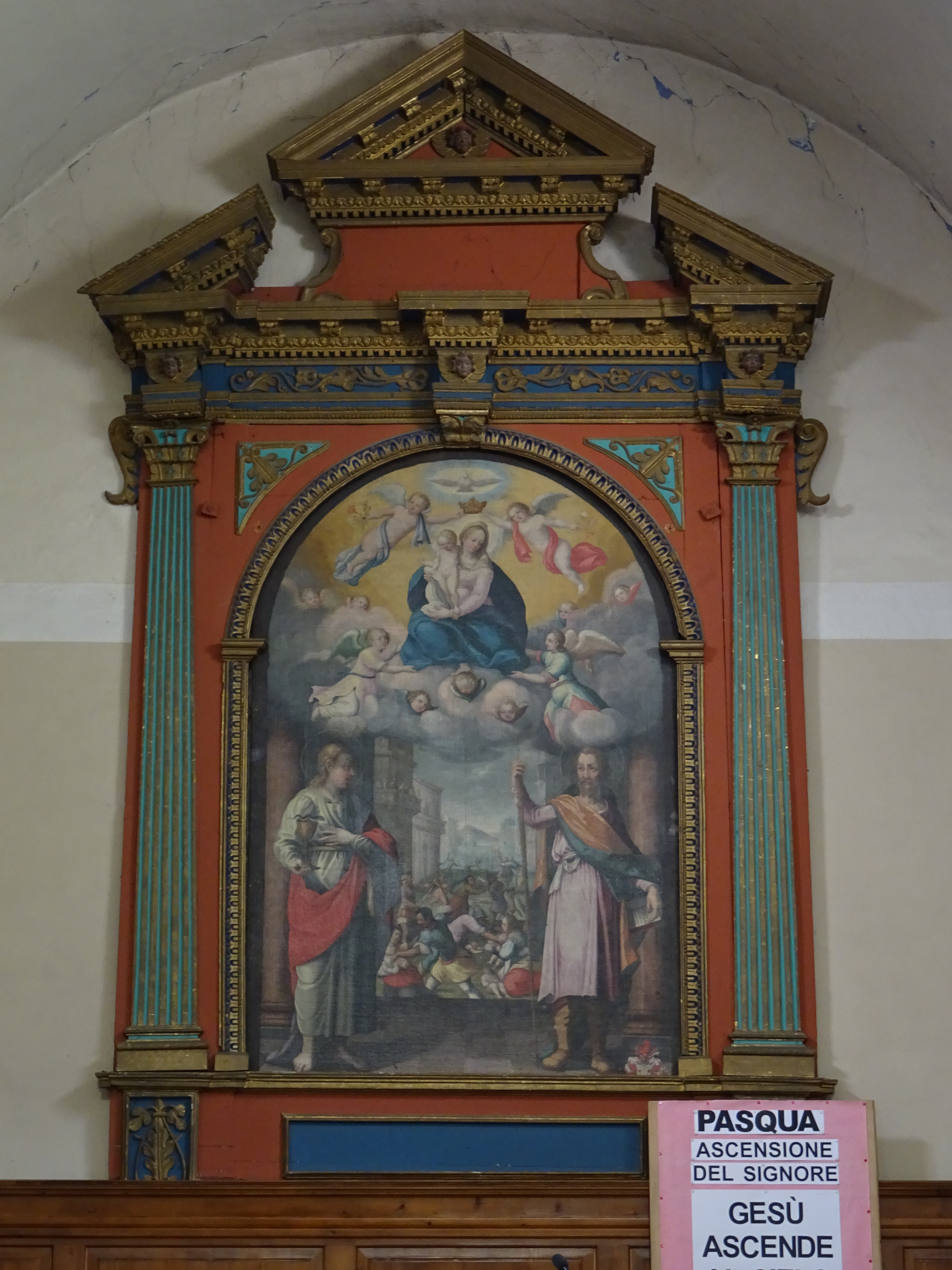
Altare maggiore

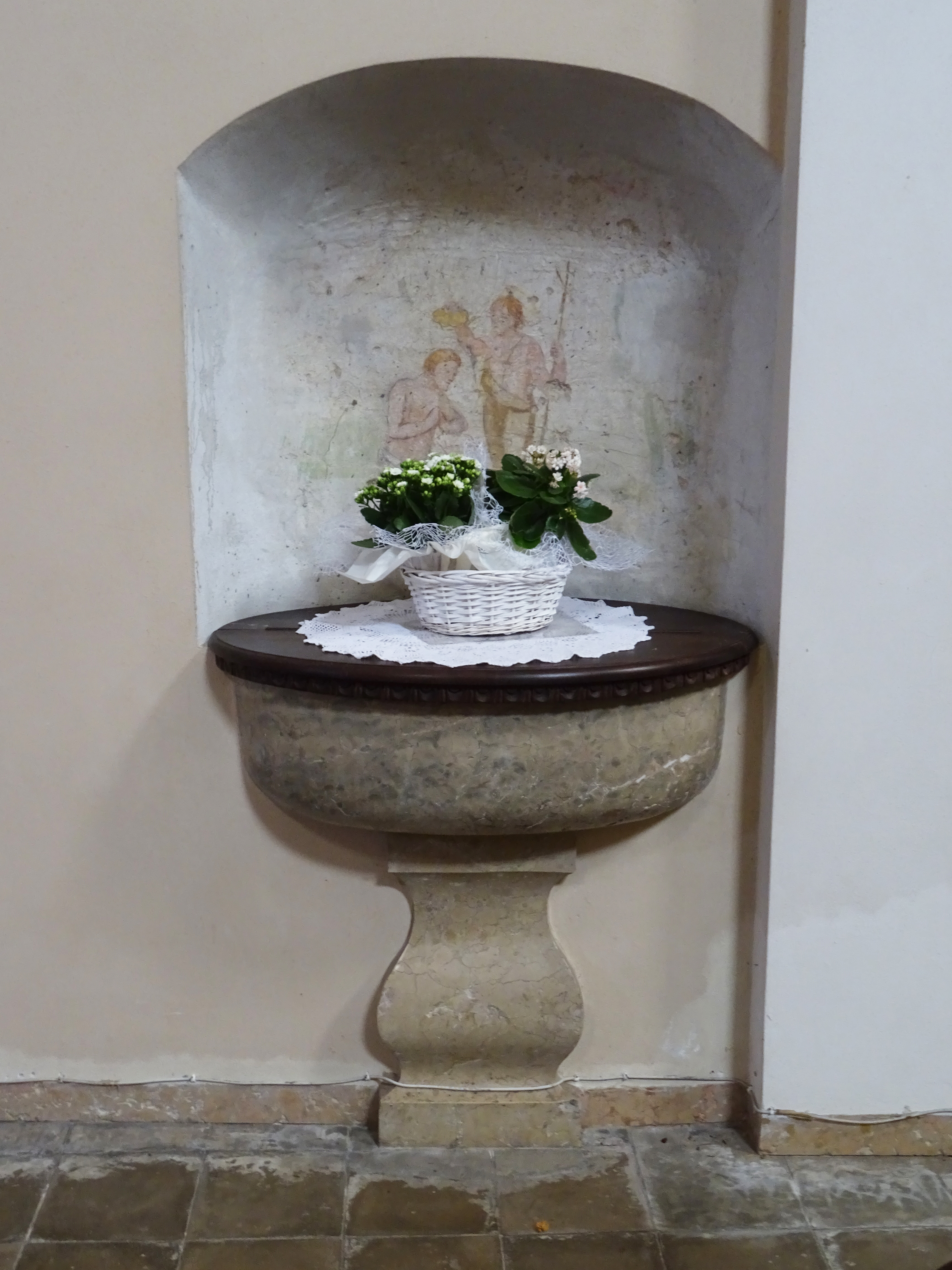
Fonte battesimale

La primitiva chiesa di Patone venne probabilmente eretta durante il XV secolo  e in quel periodo o in epoca di poco successiva fu eseguito l'affresco presente all'inizio della parte presbiteriale.
Risale al 1523 invece la prima documentazione riguardante l'edificio, e si riferisce alla sua consacrazione, che nei primi tempi fu per San Vittore.
Alcuni anni dopo, e certamente prima del 1581, la dedicazione venne mutata diventando la chiesa dei Santi Innocenti. Il principe vescovo di Trento Cristoforo Madruzzo concesse nel 1547 che la comunità avesse un sacerdote dedicato solo alla chiesa e mantenuto con le offerte dei fedeli.
Nella seconda metà del XVII secolo la parte interna posteriore dell'edificio venne allungata determinando un ampliamento dell'edificio. Il coro e il presbiterio vennero quasi completamente riedificati mantenendo tuttavia alcune parti della struttura medievale.
Tra il 1724 ed il 1755 ebbe la concessione della custodia eucaristica e del fonte battesimale. Negli anni successivi la chiesa fu oggetto di un nuovo ampliamento.
Ottenne dignità di chiesa parrocchiale nel 1959, distaccandosi così dalla parrocchia di Isera, la chiesa di San Vincenzo. Negli anni settanta fu restaurata con intenti conservativi e di aggiornamento; fu consolidata la struttura della copertura a volta della sala e venne installato un impianto per il riscaldamento.

## Descrizione

### Esterni
La facciata è suddivisa in due ordini sormontati da un frontone. Il portale è semplice, con architrave. La torre campanaria aderisce all'edificio, ha le quattro finestre della cella campanaria sormontate da una seconda apertura a forma di rombo.

### Interni
La navata interna è unica. Dietro l'altare maggiore è presente la pala lignea, raffigurante la Strage degli innocenti. Sulla parete un dipinto raffigurante San Giuseppe opera di E. Marinetti.